# 의신초등학교 접도분교
의신초등학교 접도분교는 대한민국 전라남도 진도군에 있는 공립 초등학교이다.

## 학교 연혁
- 1946년 10월 19일 명금국민학교 접도분교장 설립인가
- 1946년 11월 29일 개교
- 1948년 7월 17일 접도국민학교로 승격
- 1986년 3월 5일 병설유치원 개원
- 1996년 3월 1일 접도초등학교로 개칭
- 2000년 9월 1일 의신초등학교 접도분교장으로 편입

## 참고 자료
- 의신초등학교접도분교장 - 한국교육학술정보원 학교알리미